# Goryphus ferrugineus
Goryphus ferrugineus är en stekelart som först beskrevs av Günther Enderlein 1914.  Goryphus ferrugineus ingår i släktet Goryphus och familjen brokparasitsteklar. Inga underarter finns listade i Catalogue of Life.